# Conspiración indo-alemana

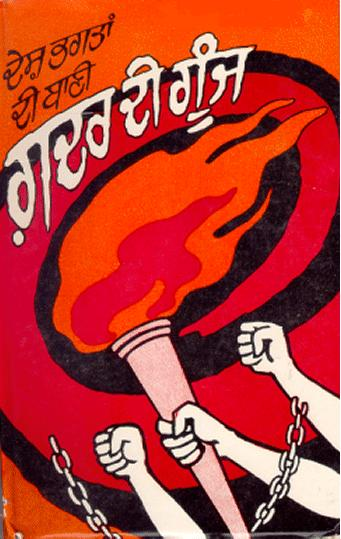
Ghadar di Gunj, una compilación ghadarita de literatura nacionalista y socialista que fue prohibida en India en 1913.

La conspiración indo-alemana(Nota sobre el nombre) consistió en una serie de planes formulados entre 1914 y 1917 para iniciar una rebelión panindia contra el Raj británico durante la Primera Guerra Mundial. Los conspiradores incluyeron a nacionalistas radicales en India, al Partido Ghadar en Estados Unidos y al comité por la independencia india en Alemania. La conspiración fue elaborada a inicios de la guerra y fue apoyada ampliamente por el movimiento republicano irlandés, la Política Exterior de Alemania y el consulado alemán en San Francisco, así como por la Turquía otomana. El plan más importante intentó fomentar el malestar y desencadenar un motín panindio en el Ejército Indio Británico desde Punyab hasta Singapur. Su ejecución fue planificada para febrero de 1915 con el objetivo de derrocar al Raj del subcontinente Indio. En última instancia, el motín de febrero fue frustrado cuando la inteligencia británica infiltró el movimiento ghadarita y arrestó a figuras clave. Los motines en pequeñas unidades y guarniciones al interior de la India también fueron sofocados. 
Otros eventos relacionados incluyen el motín de Singapur de 1915, el complot de armas de Annie Larsen, la conspiración alemana, la misión alemana a Kabul, el motín de los Connaught Rangers en India, así como la Explosión Black Tom en 1916. Partes de la conspiración incluyeron esfuerzos para subvertir el Ejército Indio Británico en el frente del Oriente Medio de la Primera Guerra Mundial. La alianza indo-irlandesa-alemana y la conspiración fueron objeto de un esfuerzo de inteligencia británica a nivel mundial, el cual tuvo éxito en impedir más intentos. Las agencias de inteligencia estadounidenses arrestaron a figuras clave posteriormente al caso Annie Larsen en 1917. La conspiración resultó en los juicios de Lahore en India, así como en el juicio por la conspiración indo-alemana (en la época, el proceso más largo y costoso jamás llevado a cabo en Estados Unidos).
Esta serie de eventos fueron consecuencia del movimiento de independencia indio. Aunque en gran parte apaciguado a finales de la Primera Guerra Mundial, llegó a ser un factor importante en la reforma de la política india del Raj. Esfuerzos similares tuvieron lugar durante la Segunda Guerra Mundial en Alemania, Italia y el Sudeste Asiático que propiciaron la formación de la Indische Legion, el Battaglione Azad Hindoustan y el Ejército Nacional Indio, respectivamente.

## Antecedentes
El nacionalismo había estado en aumento en India a lo largo de las últimas décadas del siglo XIX como resultado de cambios sociales, económicos y políticos que fueron instituidos en el país durante la mayor parte del siglo. El Congreso Nacional Indio, fundado en 1885, se desarrolló como una importante plataforma de demandas liberalización política y una mayor autonomía. El movimiento nacionalista creció con la fundación de grupos clandestinos en la década de 1890, los cuales fueron particularmente fuertes, radicales y violentos en Bengala, Punyab, junto con movimientos más pequeños, pero notables en Maharastra, Madrás y otros lugares del sur de India. En Bengala, los revolucionarios fueron, principalmente, los jóvenes educados de la clase media urbana, la comunidad de bhadralok que ejemplificaba el revolucionario indio «clásico»; mientras que, en Punyab, la violencia organizada fue apoyada por la sociedad rural y militar.

## Nota sobre el nombre
La conspiración es conocida bajo varios nombres diferentes, incluyendo la conspiración hindú, la conspiración indo-alemana, la conspiración Ghadar (o conspiración Ghadr) o el complot alemán. El término conspiración hindú–alemana está estrechamente relacionado con el descubrimiento del caso Annie Larsen en Estados Unidos y el consecuente juicio de nacionalistas indios y del personal del consulado alemán en San Francisco por violar la neutralidad estadounidense. El juicio en sí fue denominado juicio de la conspiración hindú-alemana y la conspiración fue sindicada en los medios de comunicación (y, posteriormente, estudiada por varios historiadores) como la conspiración hindú-alemana; sin embargo, la conspiración involucró no solo a hindúes y alemanes, sino también un número considerable de musulmanes y sikhis de Punyab, así como un fuerte apoyo irlandés que precedió a la participación alemana y turca. El término hindú fue utilizado comúnmente en oprobio en Estados Unidos para identificar a los indios, sin importar su religión. Del mismo modo, conspiración fue también un término negativo. El término conspiración hindú fue usado por el Gobierno para desacreditar activamente a los revolucionarios indios en una época en que Estados Unidos estaba a punto de unirse a la guerra contra Alemania.
El término  Conspiración Ghadar puede referirse específicamente al motín planificada para febrero de 1915 en India, mientras que el término complot alemán o complot del día de Navidad puede referirse específicamente a los planes para enviar armas a Jatin Mukherjee en otoño de 1915. El término conspiración indo-alemana es también usado en referencia a los posteriores planes en el Sudeste asiático y a la misión alemana a Kabul que fueron los remanentes de la conspiración al fin de la guerra. Todos ellos fueron parte de la conspiración mayor. Muchos académicos que estudian el aspecto estadounidense utilizan el nombre conspiración hindú-alemana, la conspiración hindú o la conspiración Ghadar, mientras que otros tantos denominan conspiración indo-alemana a aquella extendida sobre el espacio entero del Sudeste asiático a lo largo de Europa hasta Estados Unidos.